# تلفزيون الخدعة (برنامج)
تلفزيون الخدعة (بالإنجليزية: Tricky TV)‏ هو برنامج تلفزيوني بريطاني تم بثه على سي آي تي في من عام 2005 إلى عام 2010، ويقدمه الساحر ستيفن مولهيرن. تضمن العرض سحر الشارع، والمقالب، والأوهام، ودليل خطوة بخطوة لكيفية أداء الخدع السحرية، الترجمة العربية من البرنامج تعرض على قناة إم بي سي 3.

## صيغة
وتضمن العرض بعض الخدع السحرية مثل جعل دبابة تختفي أو جعل فريق كرة قدم بأكمله يظهر. وشمل مقطع "الحركات الشريرة" غوريلا أصبحت حية، وسينما بها فشار متفجر، وآلات مشروبات لا يمكن إيقافها. كشف فيلم "تغلب على الغش" عن حيل الثقة الكلاسيكية. عادة ما يتم اختتام كل عرض بأداء "خداع بصري كبير" كلاسيكي، مثل تقطيع امرأة إلى نصفين.

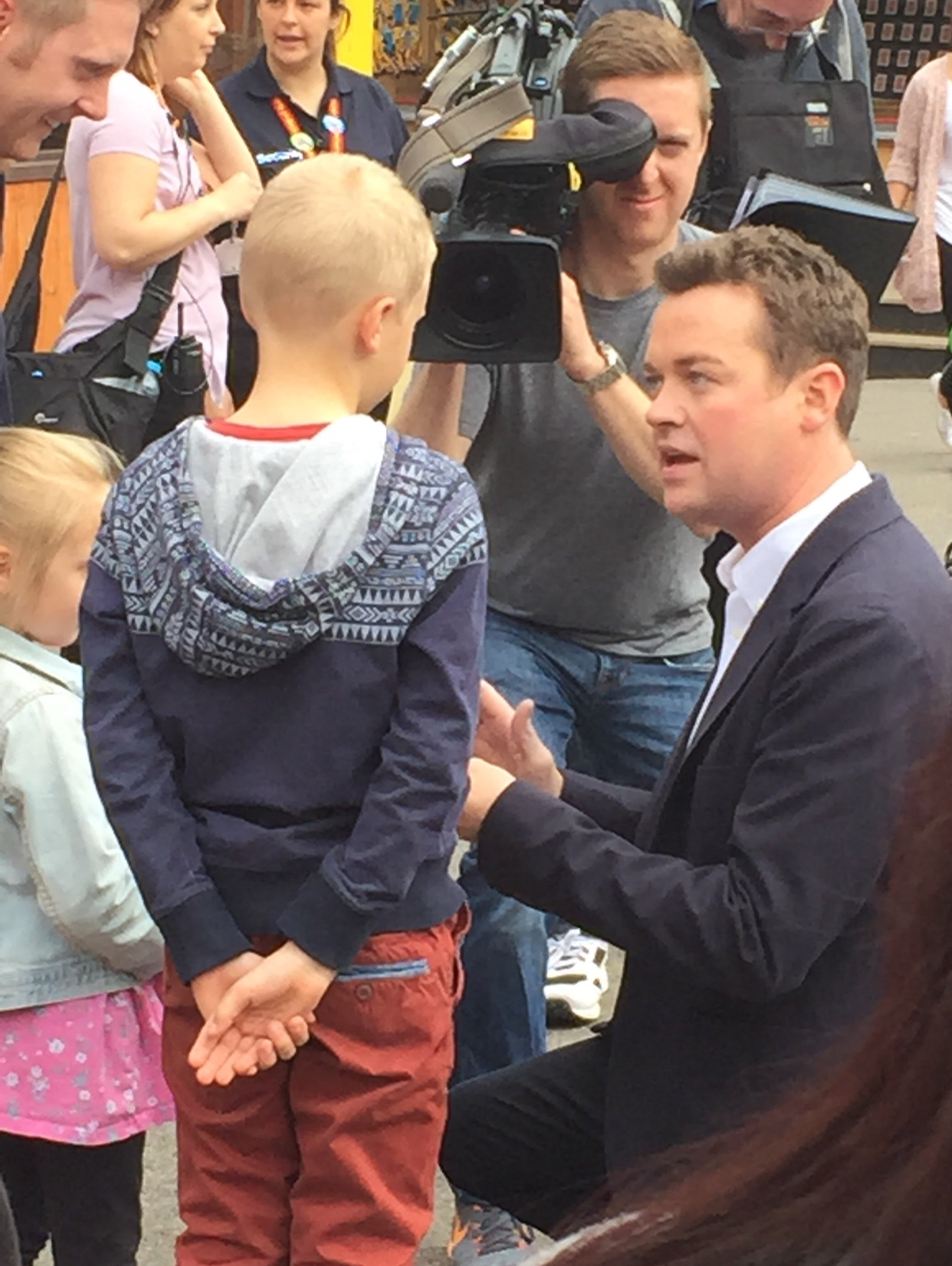
مولهرن يؤدي خدعة سحرية لطفل في عالم المغامرات في تشيسينغتون أثناء تصوير العرض.

في الموسمين الأول والثاني، تضمنت كل حلقة ضيفًا مميزًا واحدًا أو أكثر من المشاهير، الذين غالبًا ما شاركوا في عدد من الحيل أثناء العرض، وشاركوا أحيانًا في الوهم الختامي للعرض. في الموسم الثالث، تم إعادة تصميم الشكل مع تقديم مولهرن و"فريق صعب" من السحرة الشباب الذين يؤدون الخدع.

## إنتاج
تم بث برنامج تلفزيون الخدعة لأول مرة في الساعة الرابعة مساءً على قناة آي تي في اعتبارًا من 5 سبتمبر 2005.
تم إنتاج العرض من قبل ذا فونديشن، وهي نفس الشركة التي أنتجت Finger Tips وGlobo Loco و Holly & Stephen's Saturday Showdown، والذي شارك في بطولته أيضًا ستيفن مولهيرن.
تميز العرض بظهور متكرر للمشاهير، واستخدم عارضات الأزياء ولاعبي كمال الأجسام كمساعدين للسحرة. كما اشتهرت أيضًا بإظهار المشاهدين أو أمهاتهم في الحيل. 
وكان المستشار الإبداعي هو بول أندروز. كانت المنتجة التنفيذية للعرض هي فانيسا هيل لصالح ذا فونديشن. تم إنتاج الموسم الثاني من قبل إيان فرانس وإخراج بول أندروز. تم إنتاج الموسم الثالث وكتابته وإخراجه بواسطة بول أندروز.

## عمليات الإرسال
| مسلسل | تم بثه لأول مرة | تم بثه آخر مرة | الحلقات |
| ----- | --------------- | -------------- | ------- |
| 1     | 5 سبتمبر 2005   | 13 نوفمبر 2005 | 10      |
| 2     | 10 مارس 2006    | 2 يونيو 2006   | 13      |
| 3     | 14 سبتمبر 2010  | 15 أكتوبر 2010 | 20      |

## حل الألغاز السريعة
كان حل الألغاز السريعة عبارة عن نسخة مختصرة من العرض بمدة خمس دقائق. الموسم الأول كان يحتوي على 10 حلقات، في حين أن الموسم الثاني كان يحتوي على 15 حلقة.

## عرض الخدع السريعة
كان برنامج عرض الخدع السريعة هو السلف لبرنامج تلفزيون الخدعة (Tricky TV)، الذي قدمه مولهيرن أيضًا، والذي يتميز أيضًا بالخدع السحرية، و"الخدع الشريرة"، والأوهام، ودليل خطوة بخطوة للحيل. تم إنتاج خمسة مسلسلات وبثها على قناة سي آي تي في بين عامي 1999 و2002.

### دليل السلسلة
| مسلسل | العرض الأول    | آخر في السلسلة | الحلقات |
| ----- | -------------- | -------------- | ------- |
| 1     | 13 أبريل 1999  | 18 مايو 1999   | 6       |
| 2     | 23 فبراير 2000 | 5 أبريل 2000   | 7       |
| 3     | 27 فبراير 2001 | 20 مارس 2001   | 13      |
| 4     | 24 سبتمبر 2001 | 11 أكتوبر 2001 | 13      |
| 5     | 16 أكتوبر 2002 | 18 ديسمبر 2002 | 10      |

## البث الدولي
تم بث برنامج تلفزيون الخدعة في جنوب شرق آسيا على كرتون نتورك آسيا، وفي ألمانيا على سوبر آر تي إل، وفي العالم العربي على إم بي سي 3، إم بي سي 4، إم بي سي أكشن، و سبيس باور، وفي إيران على إم بي سي الفارسية، وفي آيسلندا على Stöð 2، وفي النرويج على سوبر إن أر كا، وفي كندا على فراك. التلفزيون، في الهند على نيكلوديون، في هونغ كونغ على أيه تي في ورلد وفي اليابان على ديزني إكس دي.

## روابط خارجية
- تلفزيون الخدعة على موقع IMDb (الإنجليزية)
- تلفزيون الخدعة على موقع كينوبويسك (الروسية)
- تلفزيون الخدعة على موقع قاعدة بيانات الفيلم (الإنجليزية)